# Елкмонт (Алабама)
Елкмонт (англ. Elkmont) — місто (англ. town) в США, в окрузі Лаймстоун штату Алабама. Населення — 411 особа (2020).

## Географія
Елкмонт розташований за координатами 34°55′56″ пн. ш. 86°58′42″ зх. д. / 34.93222° пн. ш. 86.97833° зх. д. (34.932098, -86.978398). За даними Бюро перепису населення США в 2010 році місто мало площу 4,25 км², з яких 4,22 км² — суходіл та 0,03 км² — водойми.

## Демографія
Згідно з переписом 2010 року, у місті мешкали 434 особи в 177 домогосподарствах у складі 124 родин. Густота населення становила 102 особи/км². Було 201 помешкання (47/км²).
Расовий склад населення:
| - 85,9 % — білих - 12,7 % — чорних або афроамериканців - 1,2 % — корінних американців |

До двох чи більше рас належало 0,2 %. Частка іспаномовних становила 0,0 % від усіх жителів.
За віковим діапазоном населення розподілялося таким чином: 23,3 % — особи молодші 18 років, 62,9 % — особи у віці 18—64 років, 13,8 % — особи у віці 65 років та старші. Медіана віку мешканця становила 41,6 року. На 100 осіб жіночої статі у місті припадало 90,4 чоловіків; на 100 жінок у віці від 18 років та старших — 89,2 чоловіків також старших 18 років.
Середній дохід на одне домашнє господарство становив 53 233 долари США (медіана — 39 583), а середній дохід на одну сім'ю — 69 303 долари (медіана — 61 964). За межею бідності перебувало 11,2 % осіб, у тому числі 17,8 % дітей у віці до 18 років та 5,3 % осіб у віці 65 років та старших.
Цивільне працевлаштоване населення становило 185 осіб. Основні галузі зайнятості: виробництво — 22,7 %, освіта, охорона здоров'я та соціальна допомога — 18,9 %, науковці, спеціалісти, менеджери — 17,3 %.